# Osteospermum junceum
Osteospermum junceum là một loài thực vật có hoa trong họ Cúc. Loài này được P.J.Bergius mô tả khoa học đầu tiên năm 1767.